# میتسوهیرو اوهیرا
میتسوهیرو اوهیرا (انگلیسی: Mitsuhiro Ohira؛ زادهٔ ۱۹۳۴ (۹۰–۹۱ سال)) کشتی‌گیر اهل ژاپن بود.